# Частная школа

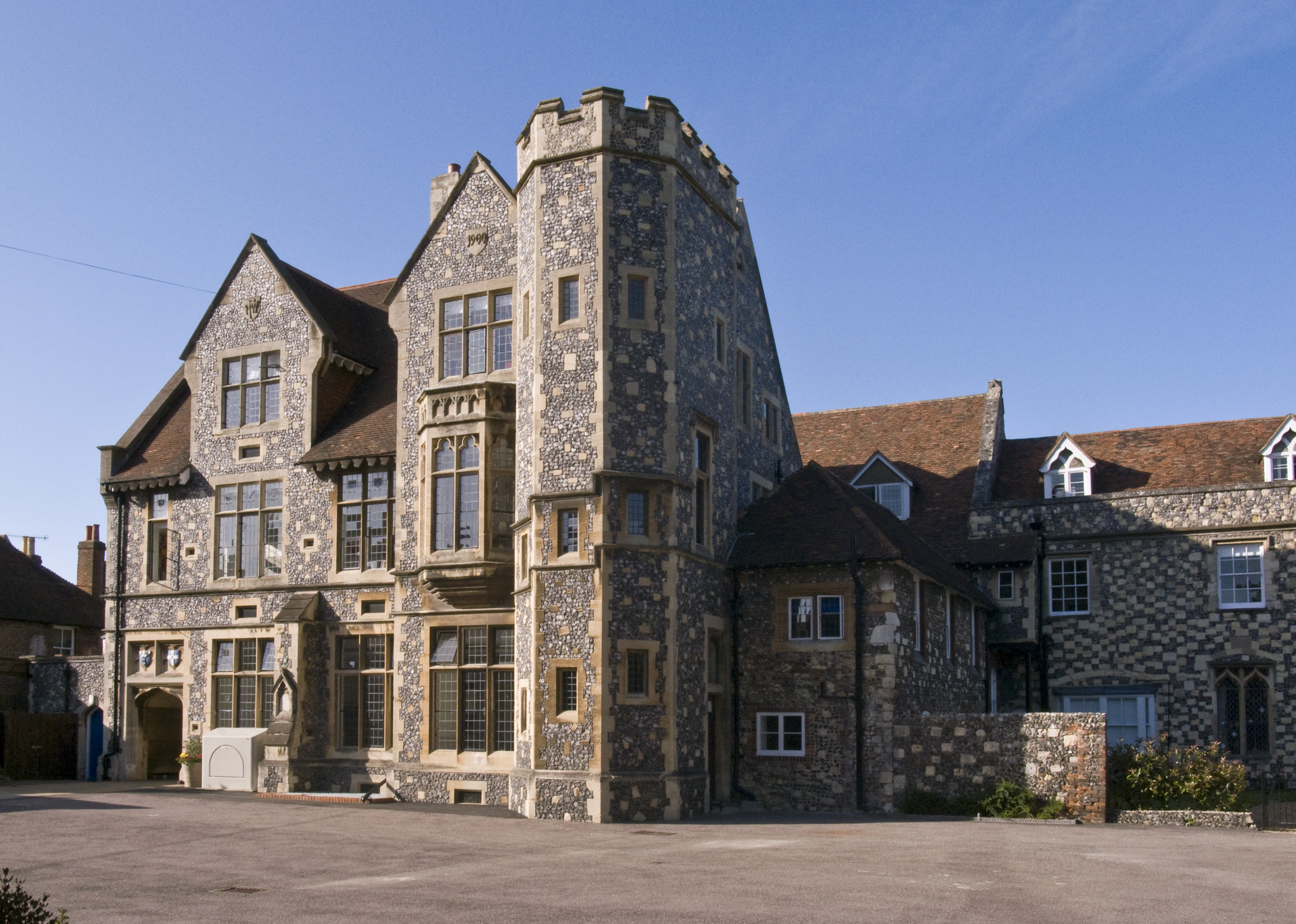
Королевская школа (Кентербери) Кентербери — одна из старейших частных школ в мире, основана в 597 году

Частная школа — негосударственное учебное заведение начального или среднего образования (школа), средства на содержание которого окупаются полностью или частично за счёт платы, взимаемой с учащихся (в отличие от государственных школ, финансируемых из взимаемых с населения налогов). Учредителями частных школ могут выступать как частные лица, так и органы местного самоуправления, религиозные организации, профсоюзы и некоммерческие объединения.

## Частные школы в дореволюционной России и на постсоветском пространстве

### Дореволюционная Россия
Задолго до формирования государственной системы образования в царской России действовали многочисленные частные школы и училища. В своём докладе на собрании Санкт-Петербургского университета «Образованность Московской Руси XV—XVII веков» А. И. Соболевский отмечал, что в Москве этого периода, при полном отсутствии государственных школ не было недостатка в мелких частных училищах, помогавших желающим овладеть грамотой. Содержателями школ в это время были представители духовенства. В дальнейшем разделение на государственную и частную системы образования некоторое время оставалось условным: так, по свидетельству В. О, Ключевского, на свои деньги содержал учителей-монахов, обучавших желающих языкам, риторике, философии и прочим наукам, окольничий царя Алексея Михайловича Фёдор Ртищев.
К концу XVIII века количество народных училищ и частных пансионов в России было примерно равным — и тех, и других насчитывалось около 50, но помимо пансионной системы частного обучения, видимо, существовали и другие, не учтённые в официальной статистике. Между 1804 и 1857 годом система частного образования в России пережила бум — число частных школ и пансионов выросло с 88 до 818. Многие новые частные школы открывали бывшие домашние учителя, гувернёры и гувернантки, от системы частных уроков переходившие к более организованным и устойчивым структурам преподавания. Среди учредителей частных школ были земства, стремившиеся восполнить нехватку государственных учебных заведений и в конечном счёте старавшиеся как можно скорей передать новую школу казне, а также национальные и религиозные общины, целью которых была передача детям национальной культуры. Зажиточные дворяне и купцы порой открывали частные начальные школы в чисто благотворительных целях.
Частные школы и пансионы открывались как в больших губернских городах, так и в городах уездных, таких, как Аткарск Саратовской губернии и Белосток Гродненской губернии, и даже в мелких местечках вроде Пропойска Могилёвской губернии. Условно все частные школы можно было разделить на дорогостоящие столичные и более дешёвые, но потенциально менее качественные провинциальные. Чтобы поддержать доступный широким слоям населения, а не только состоятельным дворянам и купцам, уровень платы за обучение, многие новые частные учебные заведения обращались за государственной финансовой помощью и часто её получали; в частности, субсидии полагались так называемым «образцовым женским пансионам» Киевского и Белорусского учебных округов с целью составить конкуренцию пансионам при католических монастырях и насадить русскую культуру среди дворян этих регионов. Тем не менее выделяемые частным школам средства были меньше, чем отпускаемые на содержание государственных учебных заведений. Даже преподаватели частных школ 1 и 2 разрядов получали существенно меньше, чем их коллеги на государственной службе, а школы 3 разряда и вовсе зачастую приносили учредителям только убытки. Отношение к частному образованию было смешанным не только в профессиональных кругах, но и в целом в обществе: в его поддержку выступали в частности Л. Н. Толстой, Н. Г. Чернышевский, а среди его противников были А. С. Пушкин и Н. И. Лобачевский.
Растущее число и многообразие частных учебных заведений не могли не потребовать каких-то форм государственного контроля. Впервые статус частных школ в России был законодательным образом оформлен в «Наказе частным пансионам» 1784 года. Следующий законодательный акт, утверждённый Государственным советом в 1868 году, носил название «Об изменении и дополнении ныне действующих узаконений о частных училищах». Этот закон делил частные учебные заведения на три разряда и включал описание порядка открытия таких заведений, правил, обязанностей и гражданской ответственности учителей, а также требования по содержанию излагаемого материала. Закон, продолжавший действовать до начала XX века, со временем оброс многочисленными дополнениями, делавшими его громоздким, а с появлением новых видов учебных заведений (в частности, профессиональных курсов и детских садов) возникла необходимость в новом законе. В 1903 году советом министров было разработано «Положение о частных и общественных учебных заведениях ведомства Министерства народного просвещения». Новый закон предусматривал два вида учебных заведений — общеобразовательные и профессиональные («промышленные»), подразделявшиеся на 5 категорий. Отдельно выделялись частные вузы и учреждения дошкольного воспитания. Разработка закона продолжалась после русско-японской войны и первой русской революции; в частности, были обновлены критерии образовательного ценза для преподавателей и расширены права частных вузов, что обеспечивало развитие женского высшего образования в России, к 1908 году вытесненного за пределы государственных вузов. После обсуждений в Государственной думе в число возможных учредителей частных школ были включены исключённые из оригинального законопроекта органы местного самоуправления, сословия и церковные приходы, а также предусмотрено преподавание на родном языке при условии обязательного изучения русского. Новый закон под названием «Правила о частных заведениях, классах и курсах министерства народного просвещения, не пользующихся правами правительственных учебных заведений» вступил в силу лишь в 1914 году, за три года до Октябрьской революции.

### Страны постсоветского пространства
В постсоветский период на территории России и других бывших союзных республик происходит возрождение систем частного образования. Первые частные школы начали возникать ещё до распада СССР, в конце 1980-х годов. Как и в эпоху Российской империи, основателями частных учебных заведений часто становились уже состоявшиеся педагоги, менявшие принятую схему обучения (на этом этапе — государственную).
К 2010 году в России насчитывалось до 400 частных школ, из которых около 2/3 в Москве и ещё около четверти в Санкт-Петербурге; на долю регионов приходилось около 50 постоянно действующих частных заведений среднего образования. Два года спустя в России действовали 533 частных школы, обслуживавших сравнительно небольшой сектор клиентуры (всего около 1 % от общего числа школ в России). Стоимость обучения в начале второго десятилетия XXI века составляла, по разным данным, от 100 долларов до 5000 евро в месяц, причём школы так называемого «сегмента премиум» предоставляли целый спектр дополнительных услуг, включавший спортивную и музыкальную подготовку, и повышенный комфорт. Одним из основных факторов, определяющих цену за обучение, было географическое положение школы: если в Томске и Новосибирске месяц обучения стоил 15—17 тысяч рублей, то в Санкт-Петербурге плата была вдвое, а в Москве втрое выше.
Как и в России, на Украине частные школы в 2011 году составляли около одного процента от общего числа школ страны, однако существует тенденция к уменьшению удельного веса частного школьного образования. С 2008 по 2011 год количество частных школ Украины упало с 340 до менее чем 200 вследствие полного отсутствия государственной поддержки, отменённой для частных учебных заведений страны в 2000 году. Частные школы приравнены в бюджете к другим частным предприятиям и не получают никаких налоговых льгот — более того, арендная ставка для частных школ выше, чем для кафе и ресторанов. Примерно четверть от общего числа частных школ Украины действует в Киеве, частные школы отсутствуют во многих областных центрах. Относительно высок процент частных школ в Харькове, где их 19 (9,5 % от общего числа), но к концу 2012 года создалась угроза существованию частных школ экономкласса и в этом городе.
В Белоруссии появление частных школ также стало возможно уже в конце советского периода, после принятия закона «Об образовании». К середине 1990-х годов только в Минске действовало 11 частных школ, но в дальнейшем их число стало падать. К 2004 году закрылись частные школы в Кобрине и Гомеле, на всей территории страны действовало в общей сложности 12 частных школ, а в 2009 году в Минске оставалось всего четыре частных учреждения среднего образования. Стоимость обучения в минских частных школах к концу 2008—2009 учебного года составляла от 250 до 360 евро в месяц, однако высокая арендная плата заставляла ожидать, что и цены для учащихся повысятся. По данным, сообщаемым самими школами, количество детей в классах составляло от 7 до 14 человек.
В странах Балтии доля частных школ в образовательном процессе более высока, хотя отстаёт от западной. Так, в Литве, где первая после революции частная школа открылась в 1993 году, доля частных общеобразовательных учреждений составляла в конце 90-х годов всего около 1 % от общего числа, но между 2005 и 2007 годами число учащихся частных школ выросло на 40 % (с 2,5 до 3,5 тыс. человек).
В общей сложности в Литве действовало в 2008 году 16 частных учреждений начального и среднего образования.
В Латвии уже в конце 90-х годов около 10 % всех учащихся посещали частные школы; в 1996-97 учебном году в стране действовало 12 средних и 13 начальных частных школ, предоставлявших услуги примерно двум тысячам учеников. В дальнейшем, однако, доля частных учебных заведений в образовательной системе упала, и в 2011 году отчёт агентства ИАОАК, представляющего Европейский Союз, указывал, что в Латвии частные общеобразовательные школы составляют 4,2 % от общего числа, а профессиональные — 16,5 % (для сравнения, больше трети вузов Латвии к этому времени являлись частными).
На территории Эстонии, где муниципальным школам запрещено преподавание на негосударственных языках, развитие частных школ стало необходимостью для русскоязычного сектора населения, и в 2012 году в стране действовало более 60 школ с преподаванием на русском языке, учредителями которых были частные фонды.

## Частные школы в других странах

### Западная Европа
В Великобритании насчитывается свыше 800 частных школ-пансионов, общее количество частных и независимых школ достигает 2600, а число учеников в них составляло в 2010 году 628 тысяч, из которых 23,3 тысячи — дети иностранцев, постоянно проживающих за пределами Великобритании. 6,5 % учащихся Великобритании и 7 % учащихся Англии посещают частные школы (пропорция колебалась от 8 % в 1964 году до 5,7 % в 1978 году), а для старших школ эта пропорция возрастает до 18 %. На одного учителя в независимой школе приходилось в 2007 году в среднем чуть больше 9 учеников (в государственных средних школах — 16,5 ученика на каждого учителя). Средняя стоимость обучения в британской частной школе в 2006 году составляла немного меньше 10 тысяч фунтов стерлингов; 24 % учеников независимых школ получали государственные субсидии на учёбу общим объёмом 286 миллионов фунтов. К 2010 году средняя годичная плата за учёбу составляла 10 тысяч фунтов в дневных школах и 24 тысячи в пансионах, треть учащихся получала государственные субсидии.
Германия, после объединения ФРГ и ГДР, переживает расцвет системы частного среднего образования. Между 1992 и 2008 годами пропорция учащихся частных школ в западногерманских землях выросла с 6,1 % до 7,8 % от общего числа школьников, а на территории бывшей ГДР — с 0,5 % до 6,9 %. В старших классах доля учащихся частных школ поднялась до 11,1 %. Толчком к резкому увеличению доли частных школ в образовательной системе Германии послужили опубликованные в 2001 году провальные результаты тестирования учеников государственных школ; опрос 2009 года показал, что 54 % немецких родителей хотели бы отправить детей в частную школу, если смогут себе это позволить. В 2007—2008 учебном году число частных школ в Германии достигло 5 тысяч, из которых более 3000 — общеобразовательные средние школы. Каждый год в стране появляется от 80 до 100 новых частных школ. Программа обучения может изменяться, но должна отвечать установленным федеральным стандартам. Хотя в отдельных частных школах стоимость обучения может составлять от 80 до 100 евро в месяц, формально запрещён отбор учеников по финансовому критерию, и многие школы обеспечивают учащихся из менее состоятельных семей стипендиями. Последние исследования показывают, что разница в качестве обучения между частными и государственными школами Германии практически отсутствует: на каждого учителя в частных школах приходится всего на одного ученика меньше, а успеваемость отличалась лишь в пределах статистической погрешности (несколько лучше в средних школах и несколько хуже в гимназиях).
Во Франции в негосударственных школах занимается примерно 15 % учеников. Все частные школы разделяются на контрактные (фр. sous-contrat) и внеконтрактные (hors-contrat). Основное различие между двумя типами заключается в том, что контрактные школы обязаны следовать утверждённой государством учебной программе в обмен на выплачиваемую учителям зарплату, а внеконтрактные школы не получают правительственных дотаций и свободны в формировании учебной программы (при этом большинство школ второго типа добровольно ориентируется на французскую школьную программу, а некоторые — на аналогичные программы других стран). В свою очередь контрактные школы также разделяются на несколько категорий в зависимости от степени государственного контроля за учебным процессом: если католические школы Франции получают только учительскую зарплату и обязаны следовать только основным принципам учебной программы, то многие средние школы имеют возможность переложить на государство и другие расходы в обмен на его право участвовать в подборе учителей и педагогической методики. Благодаря дотациям обучение в контрактных школах обходится дешевле, чем во внеконтрактных: если в первых год учёбы стоит от 400 до 4500 евро, то во вторых цена варьируется от 8 до 20 тысяч евро в год. Более дешёвой опцией среди внеконтрактных школ являются так называемые конфессиональные школы (фр. Écoles Confessionelles), где программа схожа с государственной, а часть расходов несут соответствующие религиозные общины.
В известной своими элитными пансионами Швейцарии процент учащихся частных школ растёт. Так, в кантоне Во с начала XXI века число учеников таких школ выросло на 40 %, в кантоне Женева — на 50 %. В итоге в 43 частных школах Женевы обучается свыше 14 % от общего числа школьников кантона (для Базеля этот показатель составляет чуть более 10 %, для Цюриха — 6 %). Размер школ варьируется в широких пределах — от 25 до 4000 учеников. Многие из учащихся частных школ — дети сотрудников базирующихся в Швейцарии международных организаций, покрывающих до 80 % стоимости обучения. Для других учащихся введена система стипендий, что немаловажно в силу высокой платы за учёбу: в старейшем швейцарском интернате Institut Le Rosey год учёбы может обойтись в 94 тысячи швейцарских франков (экстернат для учеников начальной школы — 44 тысячи франков), в других известных частных школах цена может составлять от 6000 до 29 000 франков в год.
Нидерланды представляют собой страну, где частные школы существуют благодаря государственному финансированию. Две трети школ, финансируемых государством, являются независимыми, многие из них связаны с определёнными религиозными конфессиями. В противоположность сложившемуся стереотипу небольших элитарных школ, в Нидерландах независимые школы не уступают в размерах государственным — так, например, Колледж де Дристар в Гауде рассчитан на 3000 учеников, приходящих туда из 85 начальных школ.

### США и Канада
Согласно Национальному центру образовательной статистики Министерства образования США, осенью 2009 года в США насчитывалось 33 366 частных начальных и средних школ, предоставлявших почти 440 тысяч рабочих ставок учителя (из них 79 % работали на полную ставку) и обслуживавших 4 миллиона 700 тысяч учеников. В ряде штатов (Калифорния, Флорида, Иллинойс, Нью-Йорк, Огайо, Пенсильвания и Техас) было больше чем по 200 тысяч учащихся частных школ. Более 11,5 тысяч частных учебных заведений не входили ни в одну ассоциацию частных школ, две трети от общего количества школ и 80 % учеников были связаны с различными религиозными конфессиями, 4 % школ предлагали раздельное обучение для мальчиков и девочек. В среднем на каждую частную школу приходился 141 ученик (в среднем 106 учащихся в начальной школе и 283 в средней), но при этом в 45 % школ насчитывалось меньше чем по 50 учеников. В среднем на учителя частной школы приходилось по 10,7 ученика. 64 % выпускников старших классов частных школ 2009 года осенью того же года продолжали обучение в колледжах и вузах.
По данным Статистической службы Канады, в конце 1990-х годов 5,6 % учащихся в стране (около 300 тысяч детей) посещали частные школы. Это было существенно выше, чем за десять лет до этого, когда доля учащихся частных школ составляла 4,6 %. Наиболее высокой доля учащихся частных школ была в Квебеке и Британской Колумбии (порядка 9 %), наиболее низкой — в Атлантических провинциях и Саскачеване (около 1 %).

### Австралия
В Австралии частные школы разделяются на католические (большинство из которых относятся к единой системе, параллельной системе государственных общеобразовательных школ, однако есть и школы, учреждённые католическими монашескими орденами, в частности, Сёстрами Милосердия и конгрегацией Христианских Братьев) и независимые (многие из которых в свою очередь принадлежат религиозным общинам — англиканской, пресвитерианской, методистской). В католических школах Австралии учится 21 % от общего числа школьников страны. Доля учащихся независимых частных школ составляла в 2009 году 13 %. Государство обеспечивает примерно 80 % бюджета католических школ Австралии и от 14 % до 70 % бюджета независимых школ. Общие расходы правительства Австралии на частные школы в 2010-11 финансовом году должны были составить порядка 7 миллиардов австралийских долларов. Статистика показывает, что ученики независимых школ достигают лучших результатов в учёбе, включая оценки при поступлении в вузы, чем учащиеся государственных школ; эффект сохраняется для учеников из семей с одинаковым социоэкономическим статусом, но не обнаружен для католических школ.

### Япония
В Японии, где учителя частных школ получают 50 % своей зарплаты от государства, что позволяет снизить плату за обучение, этот сектор тем не менее остаётся сравнительно небольшим. 99 % учеников младших и 94 % учеников средних классов проходят обучение в государственных школах. Картина резко отличается для старших классов, где осуществляется подготовка к поступлению в вузы. Престиж частных старших школ высок, они считаются более конкурентоспособными и, как результат, доля старшеклассников в частных школах возрастает до 23 %.

### Развивающиеся страны
В Индии частные школы составляют один из основных компонентов системы образования. В 2011 году более четверти от общего числа учащихся в возрасте от 6 до 14 лет посещали частные школы. Для учащихся средних школ доля частного сектора составляла до 60 %, а для старших классов до 63 %. На всех уровнях процент учащихся частных школ вырос с 2006 года. Стремительный рост частного сектора в последние два десятилетия связан с появлением многочисленных «бюджетных школ», программа которых не регулируется государством и которые предоставляют услуги детям из небогатых семей за низкую плату. Низкая стоимость обучения в таких школах достигается благодаря минимальным затратам на инфраструктуру и низкой по сравнению с государственными школами оплате труда учителей. По некоторым оценкам, в бюджетных школах занимается до 40 миллионов детей в индийских деревнях. Негосударственные учебные заведения включают также медресе и монастырские школы. Частные школы значительно чаще используют английский в качестве языка преподавания — это верно для 37 % частных школ и лишь для 5 % государственных. Исследования показывают несколько более высокий уровень знаний учащихся частных школ по сравнению с государственными, хотя в обоих секторах этот уровень остаётся низким, а разница во многом нивелируется с учётом социоэкономического статуса учеников; тем не менее, с учётом более низких учительских зарплат при равных результатах частные школы представляются более эффективными.
В Чили с 1980-х годов введена государственная поддержка частных школ: учащиеся многих частных школ получают стипендии на учёбу от государства. В результате к началу XXI века государственный и частный сектор в системе образования Чили почти сравнялись по объёму: 53 % школьников посещают государственные учебные заведения, 34 % — частные, получающие государственную поддержку, а остальные — неспонсируемые частные школы. Исследования показывают, что уровень знаний учащихся государственных и частных школ в Чили различается незначительно и эти отличия легко могут быть объяснены возможностью частных школ отчислять учеников с низкой успеваемостью.